# Тишениновка (Инжавинский район)
Тишениновка — посёлок в Инжавинском районе Тамбовской области. Входит в состав сельского поселения Марьевский сельсовет.

## География
Находится примерно в 700 метрах от села Ломовка.

## История
До 2010 года входил в Ломовский сельсовет. Согласно Закону Тамбовской области от 8 ноября 2010 года № 702-З Ломовский и Марьевский сельсоветы объединены в Марьевский сельсовет.

## Население
| 2010 |
| ---- |
| 56   |

## Инфраструктура
Личное подсобное хозяйство, на 2012 год было 7 домов. Развито было коллективное сельское хозяйство (сохранилось в названии улицы Колхозная).
В ноябре 2011 года в посёлке введён в действие газопровод.
Общеобразовательная школа и ФАП находится в пешей доступности в селе Ломовка.

## Транспорт
Остановка общественного транспорта «Тишениновка».